# 脱轨的革命：毛泽东时代的中国
《脱轨的革命：毛泽东时代的中国》（英語：China Under Mao: A Revolution Derailed），魏昂德著，英文版于2015年由哈佛大学出版社出版，中文版于2019年由香港中文大学出版社出版，阎宇译。

## 评价
- 赵鼎新：基于魏昂德多年的教学、研究、一手数据的收集以及反思的成果。它的叙事与分析总是能够很好地加以脉络化。这样的书当然只能是出自“大智者”之手。……这本书的文字明晰、易于阅读，是现代中国历史导论课程的理论教材。对于想要了解毛时代的中国政治和社会的普遍读者来说，这本书也易于掌握，更可能是近来最好的一本书了。[1]
- 董国强：笔者认为本书确实堪称一部有关当代中国历史的创新之作。[2]